# Vladimír Valach
Vladimir Valach (26 d'abril de 1937, Tekovské Nemce - 5 de març de 2006, Bratislava) fou un economista, diplomàtic i escriptor eslovac. Tingué un paper important en el desenvolupament dels intercanvis franco-eslovacs en els àmbits de l'economia, de la política i de la cultura.

## Biografia
Vladimir Valach estudià a l'Escola Superior d'Economia de Praga entre el 1955 i el 1960. Del 1968 al 1976 fou director de la filial del Československá obchodná banka (ČSOB) a Bratislava, i després el seu representant a París, del 1976 al 1981. De seguida esdevingué director general adjunt de la banca central txecolsovaca Štátná banka československa (ŠBČS), i després vicepresident després de la Revolució de Vellut durant el període de canvi de sistema econòmic. Tingué la responsabilitat d'implantar una moneda convertible, i després de la separació de la República Txeca i de la República Eslovaca de crear dues monedes separades.
Fou president director general de la filial eslovaca del Crédit Lyonnais, del qual fou un dels fundadors; i un dels animadors de la Cambra de Comerç Franco-eslovaca.
El 1997 deixà el sector bancari per esdevenir ambaixador d'Eslovàquia a París, càrrec que conservà fins al 2002. Aleshores esdevingué president de l'Associació Eslovaca de Bancs i professor de relacions internacionals a la Universitat d'Economia de Bratislava, tot escrivint articles i llibres i dirigint un comitè de redacció de la revista Trend.

## Publicacions
D'economia
- Nové dimenzie rizík na zahraničných trhoch a devízová návratnosť (Les noves dimensions del risc sobre els mercats estrangers i els canvis de divises) 1981
- Riziká na zahraničných trhoch a devízová návratnosť (Els riscs sobre els mercats estrangers i els canvis de divises), 1986
- Medzinárodné hospodárske vzťahy v kapitalizme (Les relacions econòmiques internacionals en el sistema capitalista 1986 (col·lectiu)
- Adaptácia - kritérium úspešnosti ekonomiky (L'Adaptabilitat - un criteri per a l'èxit econòmic) Spektrum, 1990
- Medzinárodný platobný styk a menové vzťahy (Els pagaments internacionals i les relacions monetàries) Ekonóm, 1997 (col·lectiu)
- 44 Years In Banking - The Transformation Process – The Political And Economic Environment Of Banks, BIATEC, Volume XIII, 6/2005

Sobre França
- Paris - Bratislava, o Prečo mám rád Francúzsko?, Vydavateľstvo Sprint, 2002 (eslovac)
- Paris - Bratislava, o Pourquoi j'aime la France ? (francès)